# Clàudia (tribu)
la tribu Clàudia (en llatíClaudia) va ser una de les 35 tribus romanes amb dret de vot. Tenia el seu origen en una família sabina rural que es va establir a Roma. Es deia que un dels seus membres, Attius Clausus (després Api Claudi Sabí), va arribar a Roma amb els seus clients l'any 504 aC, el sisè any de la República.
Quan es van establir entre els romans van donar oregen a la gens Clàudia que després van formar la primera dinastia imperial la dinastia Júlio-Clàudia.